# Ревине Лаго
Ревине Лаго (итал. Revine Lago) је насеље у Италији у округу Тревизо, региону Венето.
Према процени из 2011. у насељу је живело 114 становника. Насеље се налази на надморској висини од 260 м.

## Становништво
| 1936. | 1951. | 1961. | 1971. | 1981. | 1991. | 2001. | 2011. |
| ----- | ----- | ----- | ----- | ----- | ----- | ----- | ----- |
| 2.239 | 2.246 | 2.259 | 2.080 | 2.033 | 2.016 | 2.119 | 2.241 |